# Львівський погром (1941)
Львівський погром — масові акції насильства щодо єврейського населення Львова, здійснені нацистськими окупантами та місцевими мешканцями (зокрема, ОУН). Погром відбувся в період з 30 червня по 2 липня 1941 року, коли німецькі підрозділи ввійшли до міста. Жертвами погрому стали за різними даними від кількох сотень до кількох тисяч євреїв.

## Передумови
Львівський погром став останнім у ланцюзі погромів євреїв у польських містах у 1939—1941 роках, яким передували в 1937 році погроми євреїв Бреста і Ченстохови з наступною протидією поліції збиранню профспілками допомоги жертвам погромів.
Напередодні німецько-польської війни і радянського вторгнення 1939 року Львів був багатонаціональним містом. Станом на 1939 рік євреї складали 32 % населення, українці — 16 %, поляки — понад 50 %. Внаслідок окупації Польщі та поділу її території між СРСР і нацистською Німеччиною Львів потрапив до складу УРСР. Радянська політика 1939-41 років супроводжувалася колективізацією й конфіскацією майна, виселенням родин польської адміністрації углиб держави; терор і репресії проти нелояльного населення стали інтегральною складовою політики радянізації.
Під її жорна потрапили й частина українського населення, насамперед представники українських націоналістичних організацій. На території Львова «вороги народу» утримувались в тюрмі НКВС на Лонцького. Відповідно до даних польського історика Ґжеґожа Грицюка станом на 22 червня 1941 року у львівських в'язницях НКВС утримувалося 4960 осіб, ще тисячі були арештовані під час облав і вуличних боїв у перші дні війни. Після нападу Третього Рейху на СРСР в червні 1941 року працівники НКВС перед тим, як покинути Львів, розстріляли у Львові декілька тисяч політв'язнів.
Нацисти, які через тиждень увійшли до міста, виявили тіла вбитих арештантів, серед жертв було багато українських націоналістів. Німці вміло скористалися цим випадком для антисемітської агітації, активно поширюючи серед місцевих мешканців чутки про співпрацю євреїв з радянським режимом. Цьому сприяв і той чинник, що євреї складали значну частину серед службовців НКВС. Через це багато місцевих, особливо молоді приєднувались до погрому. З цими твердженнями погоджується і британсько-польський професор історії Норман Дейвіс, який зазначає: «в персоналі радянської поліції безпеки в той час високий процент євреїв був вражаючим». Однак слід також зазначити, що серед жертв енкаведистів були не лише українці й поляки, але й представники єврейської інтелігенції. Також помітна участь деякої частини польських євреїв у комуністичному русі Польщі та співпраця з НКВС та радянською владою підсилила серед місцевих мешканців окупованої Східної Польщі стереотип «жидокомуни». Загалом, факти співробітництва певної частини польських євреїв з радянськими органами піддаються істориками вкрай неоднозначним оцінкам.

## Перебіг подій

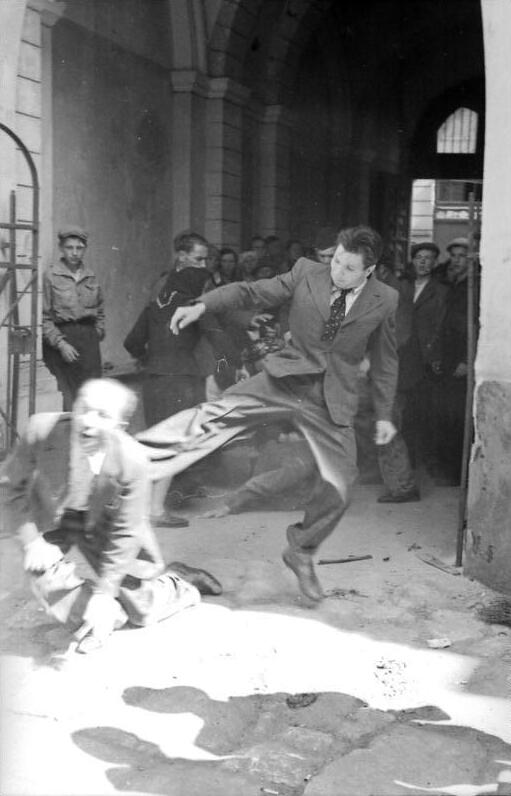
Знущання з єврея, ймовірно, під час погрому в липні 1941 року. Фото зроблено пропагандистською ротою Вермахту

### Роль айнзацгруп
Трибуналом по айнзацгрупах (англ. The Einsatzgruppen Case) встановлено, що в розстрілах євреїв у Львові брали участь підрозділи айнзацгрупи С, зокрема айнзацкоманди 5,6 і зондеркоманда 4б. Обвинувачені в розстрілах свідчили, що розстріли євреїв здійснювались за наказом фюрера як акція помсти за вбивство поляків і українців у Львові радянською владою.

## Кількість жертв
На сьогодні немає даних щодо точної кількості жертв Львівського погрому. Джерела та дослідники подій здебільшого подають дані щодо кількості загиблих внаслідок антиєврейських акцій насильства на початку німецької окупації від кількох сотень до кількох тисяч постраждалих та загиблих. Відповідно до детальних розрахунків історика Кая Штруве на основі різних джерел, під час погрому, який відбувся в кінці червня та на початку липня, загинуло декілька сот євреїв та декілька тисяч було поранено. Більшість євреїв загинула та була покалічена від рук німців. Пізніше, 5 липня було розстріляно німцями приблизно 2000 євреїв.

## Тлумачення події істориками
В різних історичних інтерпретаціях Львівського погрому існують суперечності, пов'язані з перебігом погрому, точної кількості єврейських жертв погрому, національного складу погромників, участі ОУН(б), української міліції, місцевого населення та німців в погромі. Свідчення жертв єврейського погрому у Львові описують участь місцевих поляків та українців в погромі, хоча вагома кількість розповідей асоціюється з участю українців в погромі. Раніше низка істориків підтримувала радянсько-польську пропагандистську версію про участь батальйону «Нахтіґаль» у львівському погромі, хоча досі не знайдено жодних задокументованих доказів чи свідчень про це, а наявні документи заперечують радянсько-польську пропаганду.
2011 року Іван-Павло Химка опублікував у Canadian Slavonic Papers дослідження про погром та участь у ньому українців, яке наступного року переклав сайт «Українська правда», що спровокувало гостру полеміку. Співробітник Українського інституту національної пам'яті Сергій Рябенко у відповідь написав статтю, в якій детально критикував підхід Химки. Зокрема він вказував, що на фотографіях та фільмуванні погрому часто зображено супровід та передачу євреїв німцям неідентифікованими особами без участі міліціонерів і стверджував, що Химка неправильно ідентифікував окремих осіб як міліціонерів. Опонуючи, Химка опублікував колонку, в якій обґрунтовував свій спосіб ідентифікації осіб, які, на його думку, брали участь у львівському погромі. Згодом, через понад п'ять років після першої полеміки, Рябенко опублікував нову колонку, в якій доводив хибність ідентифікації Химкою окремих осіб.
Водночас цю тему почали досліджувати й інші історики, зокрема Кай Штруве. У 2017 році журнал «Україна Модерна» опублікував його статтю, а 2022 року видавництво «Дух і Літера» переклало його монографію «Німецька влада, український націоналізм, насильство проти євреїв. Літо 1941 року в Західній Україні», в яких він стверджував, що українські міліціонери все ж брали участь у погромі. На відміну від дослідження Химки, праці Штруве на даний час не викликали полеміки. Навпаки, Володимир В'ятрович назвав Кая Струве «одним з найкращих зарубіжних істориків, які займаються цією проблемою».